# Monte Carlo Open 1985
Il Monte Carlo Open 1985 è stato un torneo di tennis giocato sulla terra rossa. È stata la 78ª edizione del Monte Carlo Open, che fa parte del Nabisco Grand Prix 1985. Si è giocato al Monte Carlo Country Club di Roquebrune-Cap-Martin in Francia vicino a Monte Carlo, dal 1º al 7 aprile 1985.

## Campioni

### Singolare
Ivan Lendl ha battuto in finale  Mats Wilander con il punteggio di 6–1, 6–3, 4–6, 6–4

### Doppio
Pavel Složil /  Tomáš Šmíd hanno battuto in finale  Shlomo Glickstein /  Shahar Perkiss con il punteggio di 6–2, 6–3